# Fundo para o Desenvolvimento Tecnológico das Telecomunicações
O Fundo para o Desenvolvimento Tecnológico das Telecomunicações (FUNTTEL)
foi instituído pelo governo brasileiro, com objetivo de estimular o processo de inovação tecnológica, incentivar a capacitação de recursos humanos, fomentar a geração de empregos e promover o acesso de pequenas e médias empresas a recursos de capital para ampliar a competitividade da indústria brasileira de telecomunicações, conforme previsto pela Lei Geral de Telecomunicações.

## O Conselho Gestor do FUNTTEL
O FUNTTEL está subordinado a um Conselho Gestor, constituído pelos seguintes representantes, cujos mandatos tem duração de três anos, e seus respectivos órgãos:
Presidente - André Muller Borges: Ministério da Ciência, Tecnologia, Inovações e Comunicações – MCTIC;
Conselheiro Elton Santa Fé Zacarias: Ministério da Ciência, Tecnologia, Inovações e Comunicações – MCTIC;
Conselheiro Marcos Vinicius de Souza: Ministério do Desenvolvimento, Indústria e Comércio Exterior e Serviços – MDIC;
Conselheiro Marcus Vinicius Paolucci: Agência Nacional de Telecomunicações – ANATEL;
Conselheira Irecê Fraga Kauss Loureiro: Banco Nacional de Desenvolvimento Econômico e Social – BNDES;
Conselherio Marcos Cintra: Financiadora de Estudos e Projetos – FINEP;
Fonte: Portaria nº: 3.545, de 29/06/2017 do Ministério da Ciência, Tecnologia, Inovações e Comunicações, publicada na seção 2 do D.O.U nº 124 de 30/06/2017.

Estes são designados pelo Ministro da Ciência, Tecnologia, Inovações e Comunicações para exercer seus mandatos por três anos. Cabe ao representante do MCTIC presidir as sessões do conselho.
As Reuniões Ordinárias do Conselho Gestor do Funttel ocorrem trimestralmente, podendo ocorrer as Reuniões Extraordinárias a qualquer tempo.
- de acordo com a Lei nº 13.341/2016, o Ministério das Comunicações foi extinto e suas atribuições passaram a ser de responsabilidade do Ministério da Ciência, Tecnologia, Inovações e Comunicações.

### Atribuições
As atribuições do Conselho Gestor são:
- aprovar seu Regimento Interno;
- Aprovar as normas de aplicações dos recursos em programas, projetos e atividades prioritárias na área de telecomunicações;
- Aprovar, acompanhar e fiscalizar a execução do plano de aplicação dos recursos;
- Submeter anualmente ao Ministério das Comunicações a proposta orçamentária;
- Prestar contas da execução orçamentária e financeira do Funttel;
- Decidir sobre outros assuntos de interesse do Funttel;
- Propor a regulamentação dos dispositivos da Lei nº 10.052, de 2000, no âmbito de sua competência; e
- Estabelecer as normas referentes à operacionalização do Funttel.

### Secretaria Executiva
A Secretaria Executiva do Conselho Gestor que foi criada para apoiar o Presidente e aos Conselheiros e tem como atribuições:
- Dar assessoria ao Presidente, nos assuntos de competência do Conselho;
- Organizar as pautas das reuniões do Conselho, secretariar as reuniões e lavrar as atas respectivas; e
- Exercer outras atribuições que lhe forem conferidas pelo Presidente do Conselho.

## Receitas
Os recursos do FUNTTEL tem como fato gerador, as seguintes origens:
1. Contribuição 0,5% sobre receita bruta das empresas prestadoras de serviços de telecomunicações
2. Contribuição de 1% sobre a arrecadação bruta de eventos participativos realizados por meio de ligações telefônicas
3. Dotações na Lei orçamentária anual e seus créditos adicionais
4. Doações
5. O produto da remuneração de recursos repassados aos agentes aplicadores

### Arrecadação
A tabela a seguir demonstra a arrecadação das receitas do Funttel, relativas aos itens 1 e 2 do parágrafo anterior, desde sua criação.
|        | Valores arrecadados | Valores arrecadados | Destinação       | Destinação     | Destinação       |
| Ano    | Arrecadação         | Valor acumulado     | DRU*             | FNDCT*         | Funttel*         |
| ------ | ------------------- | ------------------- | ---------------- | -------------- | ---------------- |
| 2001   | 127.186.525,30      | 127.186.525,30      | 25.437.305,06    | 20.349.844,05  | 81.399.376,19    |
| 2002   | 202.925.981,35      | 330.112.506,65      | 40.585.196,27    | 32.468.157,02  | 129.872.628,06   |
| 2003   | 214.472.340,86      | 544.584.847,51      | 42.894.468,17    | 34.315.574,54  | 137.262.298,15   |
| 2004   | 242.364.744,52      | 786.949.592,03      | 48.472.948,90    | 38.778.359,12  | 155.113.436,49   |
| 2005   | 272.161.247,85      | 1.059.110.839,88    | 54.432.249,57    | 43.545.799,66  | 174.183.198,62   |
| 2006   | 305.909.024,55      | 1.365.019.864,43    | 61.181.804,91    | 48.945.443,93  | 195.781.775,71   |
| 2007   | 331.652.031,50      | 1.696.671.895,93    | 66.330.406,30    | 53.064.325,04  | 212.257.300,16   |
| 2008   | 377.621.451,53      | 2.074.293.347,46    | 75.524.290,31    | 60.419.432,24  | 241.677.728,98   |
| 2009   | 392.046.712,03      | 2.466.340.059,49    | 78.409.342,41    | 62.727.473,92  | 250.909.895,70   |
| 2010   | 421.082.386,83      | 2.887.422.446,32    | 84.216.477,37    | 67.373.181,89  | 269.492.727,57   |
| 2011   | 493.895.749,91      | 3.381.318.196,23    | 98.779.149,98    | 79.023.319,99  | 316.093.279,94   |
| 2012   | 547.957.735,77      | 3.929.275.932,00    | 109.591.547,15   | 87.673.237,72  | 350.692.950,89   |
| 2013   | 547.873.464,35      | 4.477.149.396,35    | 109.574.692,87   | 87.659.754,30  | 350.639.017,18   |
| 2014   | 574.661.600,25      | 5.051.810.996,60    | 114.932.320,05   | 91.945.856,04  | 367.783.424,16   |
| 2015   | 583.332.012,08      | 5.635.143.008,68    | 116.666.402,42   | 93.333.121,93  | 373.332.487,73   |
| 2016   | 568.795.053,98      | 6.203.938.062,66    | 170.638.516,19   | 79.631.307,56  | 318.525.230,23   |
| Totais | 6.203.938.062,66    | -                   | 1.297.667.117,93 | 981.254.188,95 | 3.925.016.755,76 |

- valores baseados na memória de cálculo
- «Fonte: STN - Receitas de contribuições 1994 a 2014 - Código de receita 12202602 (arquivo excel)»
- «Fonte: STN - Receitas de contribuições 2015 em diante - Código 12200921 para o principal da receita, e 12200922 para multa e juros (arquivo excel)»

Atualizado até janeiro de 2017.
Série histórica com valores nominais. Inclusos pagamentos de multa e juros. Não considerados índices de atualização ou inflação.
Valores evidenciados pelo método de caixa.

### Destinação das Receitas
20% para a Desvinculação das receitas da União - DRU (até 2015)
30% para a Desvinculação das receitas da União - DRU (a partir de 2016)
20% para o CT-INFRA do FNDCT
64% restantes para aplicação pelo Funttel (até 2015)
56% restantes para aplicação pelo Funttel (a partir de 2016)
Memória de Cálculo (até 2015):
Destinação DRU = Receita arrecadada x 0,2
Destinação CT-INFRA = (Receita arrecadada - Destinação DRU) x 0,2
Destinação ao Funttel = Receita arrecadada - Destinação DRU - Destinação CT-INFRA
Memória de Cálculo (a partir de 2016):
Destinação DRU = Receita arrecadada x 0,3
Destinação CT-INFRA = (Receita arrecadada - Destinação DRU) x 0,2
Destinação ao Funttel = Receita arrecadada - Destinação DRU - Destinação CT-INFRA

## Orçamento, programas e ações

### Programas
Até 2011 o orçamento anual compreendia as ações constantes no programa 8025 - Inovação Tecnológica em Telecomunicações.
A partir de 2012 o programa 8025 foi absorvido pelo programa 2025 - Comunicações para o desenvolvimento, a inclusão e a democracia, por força do Plano Plurianual 2012/2015 - Plano mais Brasil, permanecendo inalteradas as suas ações.

### Ações
As ações e finalidades para o programa 2025 são:
- Ação 4333 - Estimular a criação de tecnologias inovadoras visando à melhoria, à eficiência e à competitividade do setor de telecomunicações.
- Ação 4343 - Garantir ao CPqD a continuidade de pesquisas e o desenvolvimento tecnológico na área de telecomunicações.
- Ação 4341 - Desenvolver tecnologias e difundir o conhecimento em atividades de pesquisa aplicada a telecomunicações, mediante a qualificação de recursos humanos.
- Ação 0505 - Permitir que pequenas e médias empresas tenham acesso aos recursos de capital, com o objetivo de ampliar a competitividade da indústria brasileira de telecomunicações.
- Ação 6522 - Assegurar a execução dos financiamentos a projetos de desenvolvimento de tecnologias nas telecomunicações.
- Ação 2722 - Constituição de um centro de custos administrativos dos programas, agregando as despesas que não passíveis de apropriação em ações finalísticas do próprio programa.

A partir de 2013 as ações 4333, 4341 e 4343 foram agregadas em uma única ação finalística: 20ZR - Política Produtiva e Inovação Tecnológica
Fontes:

Cadastro de ações para o programa 8025 (até 2011)
Cadastro de ações para o programa 2025 (2012)

### Orçamento para 2016
Segundo Lei Orçamentária Anual nº 13.414 de 10/01/2017:
| Unidade Orçamentária | Funcional Programática | Ação                                      | Valor          |
| -------------------- | ---------------------- | ----------------------------------------- | -------------- |
| 24101                | 24.122.2106.2000.0001  | Administração da Unidade                  | 560.000,00     |
| 71104                | 28.846.0911.00M4.0001  | Remuneração a Agentes Financeiros         | 823.200,00*    |
| 24907                | 24.572.2025.20ZR.0001  | Política Produtiva e Inovação Tecnológica | 27.440.000,00  |
| 74905                | 24.572.2025.0505.0001  | Financiamentos a Projetos em Telecom      | 196.835.262,00 |
| 24907                | 99.999.0999.0Z00.6947  | Reserva de Contingência                   | 279.092.712,00 |
|                      |                        | Total                                     | 504.751.174,00 |

Fontes:

PLOA 2017 Ações não reembolsáveis e reembolsáveis, página 82 e 618

## Aplicação dos recursos do Fundo
Os recursos do FUNTTEL são aplicados por seus agentes financeiros e pela Fundação CPqD exclusivamente nos programas, projetos e atividades do setor de telecomunicações.

### Agentes Financeiros
BNDES
FINEP

### Planos de aplicação de recursos
PAR da Fundação CPqD - Resolução 94/2013 do Conselho Gestor do Funttel
PAR da Finep - Resolução 93/2013 do Conselho Gestor do Funttel
PAR do BNDES - Não apresentado

#### Obrigações dos agentes financeiros
As principais obrigações dos agentes financeiros (BNDES, FINEP) e da Fundação CPqD perante o FUNTTEL, são:
- Apresentação anual de propostas relativas aos planos de aplicação de recursos repassados, por programa, projeto e atividade de seus clientes;
- Apresentação trimestral dos demonstrativos consolidados da execução orçamentária e financeira dos recursos repassados;
- Prestação de contas anual, até 28 de fevereiro, dos recursos recebidos conforme Relatório de Execução do Plano de Aplicação de Recursos, relativo ao exercício imediatamente anterior.

### Entidades elegíveis
De acordo com a resolução nº 66/2010, os recursos a serem aplicados tem como destinação as seguintes instituições e empresas:
- Instituições de pesquisa, públicas ou privadas, constituídas sob as leis brasileiras e com sede e administração no País, com comprovada atuação no campo das Tecnologias da Informação e da Comunicação e que estejam em efetivo funcionamento por, no mínimo, três anos;
- Instituições de ensino, públicas ou privadas, constituídas sob as leis brasileiras e com sede e administração no País, com comprovada atuação no campo das Tecnologias da Informação e da Comunicação e que estejam em efetivo funcionamento por, no mínimo, três anos;
- Empresas prestadoras de serviços de telecomunicações, constituídas sob as leis brasileiras e com sede e administração no País, que estejam em efetivo funcionamento por, no mínimo, um ano;
- Empresas que desenvolvam bens e serviços especializados para o setor de telecomunicações, constituídas sob as leis brasileiras e com sede e administração no País, que estejam em efetivo funcionamento por, no mínimo, um ano; e
- Empresas fornecedoras de bens e serviços especializados para o setor de telecomunicações, constituídas sob as leis brasileiras e com sede e administração no País, que estejam em efetivo funcionamento por, no mínimo, um ano.

### Acesso aos recursos do Funttel
A entidade interessada deve procurar o agente financeiro do Funttel, BNDES ou Finep, munida do Projeto que deseja submeter e verificar o tipo de demandas existente para aplicação dos recursos, que podem ser:
- Demanda induzida, quando é feita uma convocação pública;
- Encomenda, quando o desenvolvimento de um projeto ou atividade for diretamente encomendado a uma ou mais entidades específicas; e
- Demanda espontânea, quando uma entidade apresentar um projeto ou atividade por iniciativa própria.

### Tipos de recursos disponíveis
Não reembolsáveis:
- Recursos cuja aplicação for realizada com o objetivo de dar apoio financeiro a projeto ou atividade sem exigência de compensação financeira.

Reembolsáveis:
- a aplicação cuja aplicação for realizada com o objetivo de dar apoio financeiro a projeto ou atividade com exigência de compensação financeira.

### Critérios para aprovação de projetos
Os projetos serão selecionados levando-se em conta:
- O fomento a geração de conhecimento no setor de telecomunicações;
- A contribuição para o desenvolvimento da indústria nacional de equipamentos e serviços de telecomunicações;
- A contribuição para a capacitação de recursos humanos qualificados no setor de telecomunicações;
- A promoção de cooperação e formação de redes, integrando instituições de ensino, de pesquisa e empresas;
- A complementação do desenvolvimento tecnológico resultante de projetos e atividades já fomentados pelo Funttel; e
- A atração para o País de atividades de pesquisa e desenvolvimento realizadas por empresas e instituições brasileiras que atuam no âmbito internacional.

### Áreas tecnológicas prioritárias
O Conselho Gestor do Funttel, em sua Resolução nº 97/2013, que define o planejamento estratégico do Fundo para os próximos exercícios, definiu que o Funttel deverá focalizar seus recursos nas seguintes áreas tecnológicas, alinhadas com os objetivos do PNBL:
- Comunicações ópticas;

- Comunicações digitais sem fio;

- Redes de transporte de dados; e

- Comunicações estratégicas.

## Resultados
Dentre os resultados da aplicação dos recursos do Funttel podem-se destacar:
- Projeto Giga

- Projeto SIC - Segurança da Informação e Comunicação

- Aplicações de TV interativa

- Centrais Trópico

### Notícias sobre projetos
- Laboratório 4G

- Laboratório LTE

- CPqD atinge velocidade de 2 Tb/s em transmissão óptica

- Projeto começa: CPqD começa piloto de substituição de senha por biometria em Android

## Regulamentação
Criação: Lei nº 10.052, de 28.11.2000;
Regulamentação: decretos 3.737 e 4.149, de 30.01.2001 e 01.03.2002, respectivamente e pelas «Resoluções do Conselho Gestor do Funttel».

## Informações de interesse do contribuinte

### Informações de natureza tributária
Tipo de tributo: Contribuição de intervenção no domínio econômico - CIDE
Função Tributária: Extra Fiscal
Tipo de Lançamento:  Lançamento_por_homologação
Fato gerador: ver Receitas

### Informações sobre pagamento

#### Emissão de Guia de Recolhimento, cálculo de multa e juros
Recolhimento: mediante Guia de Recolhimento da União - GRU, modelo simples, , para pagamento exclusivamente no Banco do Brasil e em favor da Unidade Gestora 410007, Gestão 0001 - Tesouro Nacional, e utilizando o código 14200-0.
Informação relevante: a guia gerada pelo modelo GRU Simples contém no código de barras, apenas as informações sobre o valor principal. Caso haja valores de multa e juros, os mesmos devem ser digitados, diretamente no terminal, pelo guichê de caixa do Banco do Brasil.
Data de Vencimento: último dia útil do mês imediatamente seguinte ao do período de apuração.
Atualizações após vencimento:
- Multa:
  - 20% sobre o principal caso o pagamento seja efetuado no mês seguinte ao do vencimento, ou
  - 30% sobre o principal caso o pagamento seja efetuado a partir do segundo mês seguinte ao mês de vencimento, não cumulativa com a multa descrita no item anterior;
  - 75% sobre o principal caso o pagamento seja efetuado a partir do lançamento de ofício, ou seja, se o contribuinte receber uma notificação de lançamento.

- Juros:
  - 1% sobre o principal, caso o pagamento seja efetuado no mês seguinte ao do vencimento, ou
  - Caso o pagamento seja efetuado após o mês seguinte ao do vencimento: taxa de juros apontada pela «Tabela Selic Acumulada» (segunda e terceira tabelas), sobre o principal, relativa ao mês em que o pagamento deveria ter sido efetuado.

Fontes:
Resolução nº 95 do Conselho Gestor do Funttel - Novo regulamento da arrecadação do Funttel
Ministério das Comunicações - Instruções para preenchimento da GRU
Lei 8.981, Art 84
Lei 9.065, Art 13

#### Emissão de Certidões
É assegurada ao contribuinte a emissão das seguintes condições, dependendo da situação:
- Certidão Negativa de Débitos - Indica a inexistência de pendências do contribuinte junto ao Funttel, com validade de 180 dias a partir da data de sua emissão;
- Certidão Positiva de Débitos com efeito de Negativa - Indica a existência de pendências do contribuinte junto ao Funttel, com validade de 60 dias a partir da sua data de emissão.
- Certidão Positiva de Débitos - Indica a existência de pendências do contribuinte junto ao Funttel;

#### Optantes pelo Simples Nacional
Estão desobrigados a recolher para o Funttel, de acordo com o Parecer PGFN/CAT/Nº 770/2010, os optantes pelo Simples Nacional, nos termos da Lei Complementar 123/2006, a iniciando-se no momento da opção respeitadas as vigências abaixo:
- A partir de 01/07/2007 - para os contribuintes sob o regime de tributação das microempresas e empresas de pequeno porte;
- A partir de 15/12/2006 - para os demais contribuintes.

### Informações sobre recursos e processos administrativos
Acompanhamento de processos: Sistema de Consulta a Processos
Atenção: os procedimentos abaixo só poderão ser realizados até 30/06/2015. Após isso, todo peticionamento se dará na forma eletrônica via CADSEI. 
Para ter acesso às informações sobre processos e recursos administrativos, bem como de cópias e vistas de processos é necessário protocolar um requerimento no Ministério das Comunicações, ou em uma de suas delegacias regionais, acompanhados dos seguintes documentos: cópia autenticada dos atos constitutivos e suas alterações, documento de identificação, e, na hipótese de procurador, deve ainda apresentar a procuração que lhe confira poderes para tanto.
Os recursos administrativos referentes às arrecadações podem ser protocolados nos seguintes endereços:
No edifício sede:
Esplanada dos Ministérios Bloco R, Térreo, protocolo do Ministério das Comunicações. Cep 70.044-900. Brasília - DF
Nas Delegacias Regionais:
I - Delegacia Regional do Ministério das Comunicações no Estado de Minas Gerais, localizada na Av. Afonso Pena, 1.270, Térreo - Centro, Belo Horizonte-MG, CEP 30130-900;
II - Delegacia Regional do Ministério das Comunicações no Estado do Rio de Janeiro, localizada na Rua 1o de Março, 64, 1º andar - Centro, Rio de Janeiro-RJ, CEP 20010-900;
III - Delegacia Regional do Ministério das Comunicações no Estado de Santa Catarina, localizada na Praça XV de Novembro, 242, sala 110 - Centro, Florianópolis-SC, CEP 88010-970;
IV - Delegacia Regional do Ministério das Comunicações no Estado de São Paulo, localizada na Rua Mergenthaler, 592, Bl. 1, Mezanino, Vila Leopoldina, São Paulo-SP, CEP 05311-900;
V - Delegacia Regional do Ministério das Comunicações no Estado de Mato Grosso, localizada na Rua C, Sem Número, Complexo ECT - Vila Sadia, Bairro Cristo Rei, Várzea Grande-MT, CEP 78115-970.
Fonte:

Diário Oficial da União - DOU, nº 89, página 68. Data 12/05/2010